# Trzebnica
Trzebnica (in tedesco Trebnitz) è un comune urbano-rurale polacco del distretto di Trzebnica, nel voivodato della Bassa Slesia.

## Geografia fisica
L'intero comune ricopre una superficie di 200,19 km² e nel 2004 contava 21 768 abitanti.
La sola città capoluogo si estende su una superficie di 8,35 km2 e nel 2005 contava 12 227 abitanti (per una densità di 1.463 abitanti per km2).
Vi sorge l'antica abbazia cistercense fondata da santa Edvige, poi divenuta casa-madre delle suore borromee.

## Amministrazione

### Gemellaggi
- Locorotondo
- Uri